# غيرنسباخ
غرنزباخ (بالألمانية: Gernsbach) هي مدينة، Luftkurort وبلدة ألمانية تقع في ألمانيا في بادن-فورتمبيرغ.

## المدن التوأمة
مدن Baccarat وPergola, Marche هي مدن توأمة لـغرنزباخ.

## معرض صور

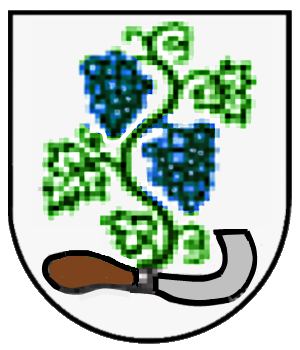

## أعلام
- جورج أكرمان
- لودفيغ ديل
- مانويل والتر